# Barberá Rookies 2017
Questa voce raccoglie le informazioni riguardanti i Barberá Rookies nelle competizioni ufficiali della stagione 2017.

## Maschile

### LNFA Serie A 2017

#### Stagione regolare
| 15 gennaio 2017 | Barberá Rookies | 14 – 35 | Badalona Dracs |  |

| 21 gennaio 2017 | Murcia Cobras | 37 – 6 | Barberá Rookies |  |

| 4 febbraio 2017 | Valencia Firebats | 30 – 18 | Barberá Rookies |  |

| 12 febbraio 2017 | Barberá Rookies | 28 – 49 | Reus Imperials |  |

| 26 febbraio 2017 | Barberá Rookies | 36 – 44 | Valencia Giants |  |

| 5 marzo 2017, ore 16:30 | Badalona Dracs | 65 – 3 referto | Barberá Rookies |  |

| 25 marzo 2017, ore 10:30 | Barberá Rookies | 34 – 30 referto | Valencia Firebats |  |

| 2 aprile 2017, ore 10:30 | Barberá Rookies | 7 – 34 referto | Murcia Cobras |  |

| 29 aprile 2017, ore 18:00 | Reus Imperials | 49 – 30 referto | Barberá Rookies |  |

| 7 maggio 2017, ore 11:00 | Valencia Giants | 26 – 30 referto | Barberá Rookies |  |

#### Playout
| 11 giugno 2017, ore 11:00 | Barberá Rookies | 16 – 22 | Osos de Rivas |  |

### Statistiche di squadra
| Competizione      | %Vittorie | In casa | In casa | In casa | In casa | In casa | In casa | In trasferta | In trasferta | In trasferta | In trasferta | In trasferta | In trasferta | Totale | Totale | Totale | Totale | Totale | Totale |
| Competizione      | %Vittorie | G       | V       | N       | P       | Pf      | Ps      | G            | V            | N            | P            | Pf           | Ps           | G      | V      | N      | P      | Pf     | Ps     |
| ----------------- | --------- | ------- | ------- | ------- | ------- | ------- | ------- | ------------ | ------------ | ------------ | ------------ | ------------ | ------------ | ------ | ------ | ------ | ------ | ------ | ------ |
| Stagione regolare | .200      | 5       | 1       | 0       | 4       | 119     | 192     | 5            | 1            | 0            | 4            | 87           | 207          | 10     | 2      | 0      | 8      | 206    | 399    |
| Playout           | .000      | 1       | 0       | 0       | 1       | 16      | 22      | 0            | 0            | 0            | 0            | 0            | 0            | 1      | 0      | 0      | 1      | 16     | 22     |
| Totale            | .182      | 6       | 1       | 0       | 5       | 135     | 214     | 5            | 1            | 0            | 4            | 87           | 207          | 11     | 2      | 0      | 9      | 222    | 421    |

## Femminile

### LNFA Femenina 2017

#### Stagione regolare
| 14 gennaio 2017, ore 16:00 | Barberá Rookies | 76 – 0 referto | Badalona Dracs |  |

| 22 gennaio 2017, ore 14:00 | Barcelona Búfals | 0 – 26 referto | Barberá Rookies |  |

| 5 febbraio 2017, ore 16:00 | Terrassa Reds | 8 – 46 referto | Barberá Rookies |  |

| 11 febbraio 2017, ore 16:00 | Barberá Rookies | 46 – 6 referto | L'Hospitalet Pioners |  |

| 5 marzo 2017, ore 19:30 | Badalona Dracs | 0 – 52 referto | Barberá Rookies |  |

| 1º aprile 2017, ore 16:00 | Barberá Rookies | 41 – 6 referto | Terrassa Reds |  |

| 23 aprile 2017, ore 12:00 | L'Hospitalet Pioners | 12 – 27 referto | Barberá Rookies |  |

| 29 aprile 2017, ore 16:00 | Barberá Rookies | 50 – 8 referto | Barcelona Búfals |  |

#### Playoff
| 20 maggio 2017, ore 18:00 | Barberá Rookies | 46 – 8 | Terrassa Reds |  |

### Statistiche di squadra
| Competizione      | %Vittorie | In casa | In casa | In casa | In casa | In casa | In casa | In trasferta | In trasferta | In trasferta | In trasferta | In trasferta | In trasferta | Totale | Totale | Totale | Totale | Totale | Totale |
| Competizione      | %Vittorie | G       | V       | N       | P       | Pf      | Ps      | G            | V            | N            | P            | Pf           | Ps           | G      | V      | N      | P      | Pf     | Ps     |
| ----------------- | --------- | ------- | ------- | ------- | ------- | ------- | ------- | ------------ | ------------ | ------------ | ------------ | ------------ | ------------ | ------ | ------ | ------ | ------ | ------ | ------ |
| Stagione regolare | 1.000     | 4       | 4       | 0       | 0       | 213     | 20      | 4            | 4            | 0            | 0            | 151          | 20           | 8      | 8      | 0      | 0      | 364    | 40     |
| Playoff           | 1.000     | 1       | 1       | 0       | 0       | 46      | 8       | 0            | 0            | 0            | 0            | 0            | 0            | 1      | 1      | 0      | 0      | 46     | 8      |
| Totale            | 1.000     | 5       | 5       | 0       | 0       | 259     | 28      | 4            | 4            | 0            | 0            | 151          | 20           | 9      | 9      | 0      | 0      | 410    | 48     |